# Nina Koshofer
Nina Koshofer (* in Mülheim a.d. Ruhr) ist eine deutsche Regisseurin und Autorin, spezialisiert auf historische Dokumentationen und Doku-Dramen.

## Leben
Koshofer wuchs in Bergisch Gladbach auf. Ihre Mutter ist die Lokalpolitikerin Ingrid Koshofer, ihr Vater der Foto- und Filmhistoriker sowie Fachautor Gert Koshofer.
Nach ihrem Abitur machte sie ein Praktikum beim Kölner Stadt-Anzeiger, für den sie nachfolgend auch weiter Artikel schrieb. Sie studierte englische und deutsche Philologie und politische Wissenschaften an der Universität zu Köln, Abschluss Magister Artium. Während ihres Studiums arbeitete sie für das Bundespresseamt und den WDR, speziell für die Redaktion "Bildende Kunst" unter der Leitung von Wibke von Bonin. Nach einem Jahr in der Redaktion des Verlags Photographie machte sie ein Volontariat bei der teamwork Filmproduktion in Dortmund, für die sie in Folge als Producerin tätig war. Seit 2000 ist sie freiberufliche Autorin und Regisseurin.
Ihre fünf- und sechsteilige Dokumentarfilm-Reihe „Die Juden – Geschichte eines Volkes“ (Buch und Regie gemeinsam mit Sabine Klauser für ARD/ARTE, Fachberatung: Klaus Davidowicz, Raymond Scheindlin und Allon Sander) sorgte 2007 national und international für Aufsehen und wurde seitdem wiederholt ausgestrahlt. 2008 war Nina Koshofer Mitglied in der Jury des deutsch-israelischen Filmwettbewerbs, den die Bundesregierung anlässlich des 60-jährigen Jubiläums der Staatsgründung Israels ausgelobt hatte.

## Filmografie (Auswahl)
- 2024: „Auf Messers Schneide – Eine Geschichte der Chirurgie“ (ARTE), eine 90-minütige Dokumentation zur Geschichte der Chirurgie, Drehbuch und Regie zusammen mit Christian Twente.[8]
- 2024: „The Invention of Surgery“ (Curiosity Stream), eine zweiteilige Dokumentation zur Geschichte der Chirurgie, zusammen mit Christian Twente.[9]
- 2022: „Verbrechen, die Geschichte machten“ (ZDF Info), eine dreiteilige Dokumentarfilm-Reihe, Drehbücher.[10]
- 2021: „Schalom und Hallo“ (ARD), eine 90-minütige Dokumentation über deutsch-jüdische Geschichte und jüdisches Leben in Deutschland, moderiert und gesprochen von Susan Sideropoulos. Buch und Regie: Nina Koshofer und Allon Sander.[11][12]
- 2021: „Schalom und Alaaf“ (WDR), eine 30-minütige Dokumentation über Juden und Karneval, zusammen mit Allon Sander.[13]
- 2020: „Der Völkerbund an der Saar“ (ARD / ARTE Szenenregie)[14] / „Terra X: Eine kurze Geschichte über …“ (mit Mirko Drotschmann / ZDF 3 x 45 (Regie Szenen & Studiomoderationen))[15]
- 2019: „Der Stahlbaron – Hermann Röchling und die Völklinger Hütte“[16] (SWR/ARTE / ARD)
- 2018: „Terra X: Superhelden: Beowulf“ (ARTE / ZDF)[17]
- 2017: „Ein Brexit und drei Millionen Sorgen“ (WDR, zusammen mit Judith Voelker)[18]
- 2016: „Operation Hochzeit – Wie die Briten ein Land erfunden haben“(WDR)[19]
- 2015: „Terra X: F wie Fälschung mit Christian Berkel (4)– Erfundene Geschichte“ (ZDF)[20] / „Terra X: Die Spur des Geldes (4): Die Macht der Millionen“ (ZDF)[21]
- 2014: „Geschichte Mitteldeutschlands: Wolfgang Vogel – Der DDR-Anwalt mit dem Goldenen Mercedes“ (MDR), „Terra X: F wie Fälschung mit Christian Berkel – MeisterWerke (2)“(ZDF)[22]
- 2012: „Kur Royal: Montecatini Terme“ (ARTE)[23]
- 2009: „Sommer 1939“ (WDR, ARTE)[24]
- 2008: „Wir Europäer“ (Fünfteilige Reihe (Regie + Producer (WDR / ARTE))[25]
- 2007: „Die Juden – Geschichte eines Volkes“ (ARD / ARTE)[26]
- 2003: „Münchhausen: Ein Mythos in Agfacolor“ – Begleitdokumentation zur DVD-Edition des Spielfilms "Münchhausen" (D 1942), für die Friedrich-Wilhelm-Murnau-Stiftung (gemeinsam mit Gert Koshofer)[27]